# Hannu Siitonen
Hannu Juhani Siitonen (Parikkala, 18 maart 1949) is een voormalige Finse atleet, die gespecialiseerd was in het speerwerpen. Hij was in het begin van de jaren zeventig een zeer succesvol speerwerper. Hij werd vijfmaal Fins kampioen en won één olympisch zilveren medaille.

## Biografie
In 1970 won hij voor de eerste keer het speerwerpen bij de Finse kampioenschappen. Deze titel zou hij vijfmaal op rij winnen. Op het EK 1971 in Helsinki produceerde hij bij zijn internationale debuut de eerste twee worpen verder dan 80 meter en 83,84 m bij zijn derde worp hetgeen hem een vierde plaats opleverde. Hij kwam 38 cm te kort voor het brons wat nu naar de Oost-Duitser Wolfgang Hanisch ging.
Als Fins kampioen speerwerpen reisde hij in 1972 af naar de Olympische Spelen van München. Met een beste poging van 84,32 m kwam hij niet verder dan een vierde plaats. Het jaar erop verbeterde hij zijn persoonlijk record tot 93,90 en won een bronzen medaille bij de Europacupwedstrijden in het Schotse Edinburgh.
Op de Olympische Spelen van 1976 in Montreal won hij een zilveren medaille. Deze finale werd gewonnen door de Hongaar Miklós Németh, die reeds bij zijn eerste worp het wereldrecord verbeterde tot 94,58 m.
In zijn actieve tijd was hij aangesloten bij Saaren Urheilijat.

## Titels
- Fins kampioen speerwerpen - 1970, 1971, 1972, 1973, 1974

## Persoonlijk record
| Onderdeel   | Prestatie | Datum       | Plaats   |
| ----------- | --------- | ----------- | -------- |
| speerwerpen | 93,90 m   | 6 juni 1973 | Helsinki |

## Palmares

### speerwerpen
- 1970:  Finse kampioenschappen - 84,06 m
- 1971:  Finse kampioenschappen - 85,42 m
- 1971: 4e EK - 83,84 m
- 1972:  Finse kampioenschappen - 87,66 m
- 1972: 4e OS - 84,32 m
- 1973:  Finse kampioenschappen - 89,52 m
- 1973:  Europacup - 84,08 m
- 1974:  Finse kampioenschappen - 88,28 m
- 1976:  OS - 87,92 m

- Système universitaire de documentation: 178643998
- Virtual International Authority File: 310529460
- WorldCat: E39PBJdx9dXWH7rP9Pj9K4xbh3